# Nové Adalbertinum
Nové Adalbertinum je mohutná barokní budova v jižní frontě domů Velkého náměstí v Hradci Králové. Vznikla původně na přelomu 17. a 18. století jako jezuitská kolej, její užívání se ale v průběhu doby několikrát proměnilo.

## Historie

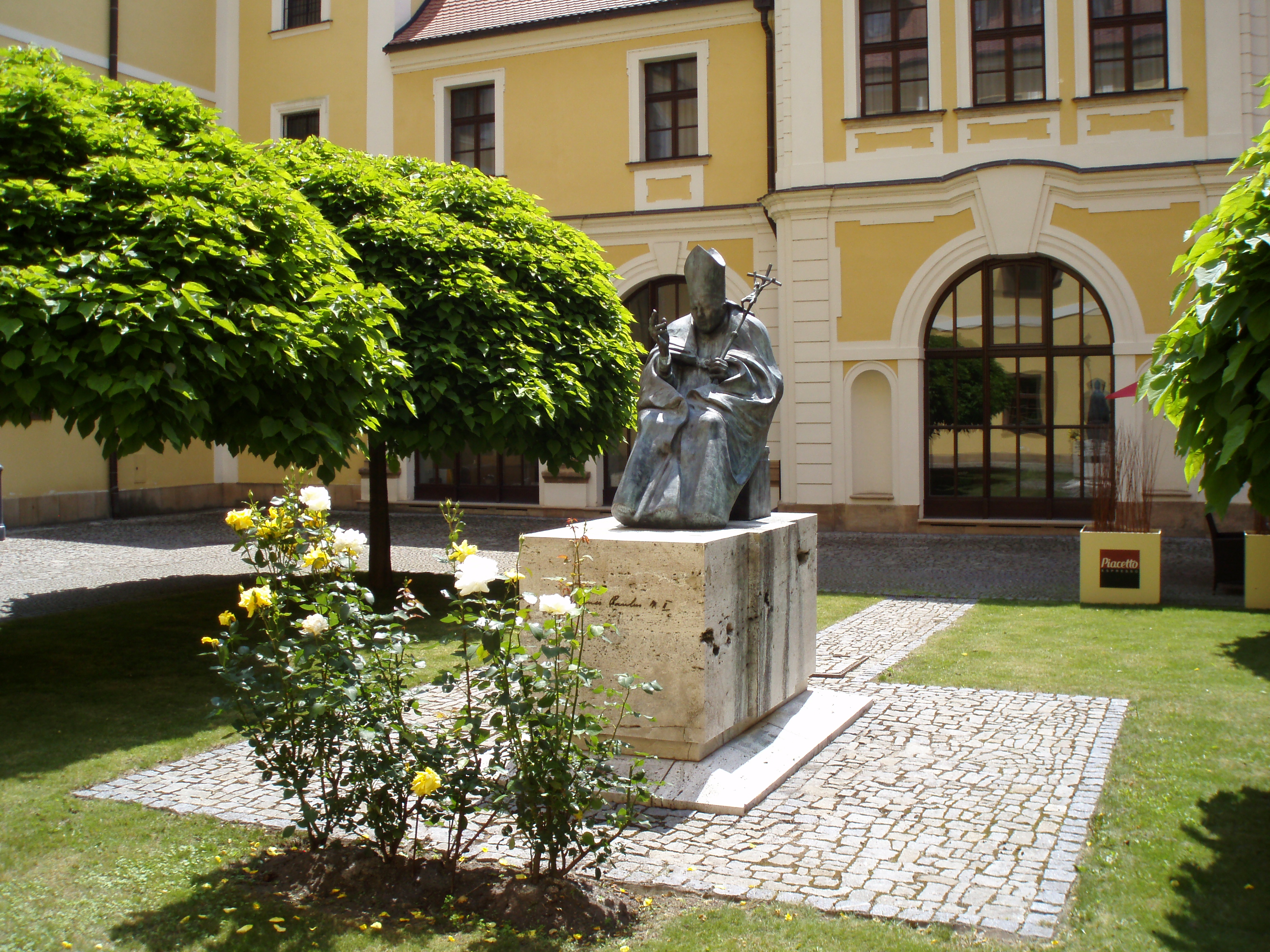
Socha papeže Jana Pavla II. na nádvoří

Myšlenka stavby jezuitské koleje na Velkém náměstí v Hradci Králové vznikla v roce 1627, kdy Fridrich z Oppersdorfu odkázal jezuitům dům na náměstí a také panství Žampach, které jezuité prodali s úmyslem peníze investovat do stavby koleje. V roce 1636 vyslovilo město Hradec Králové i císař svůj souhlas se založením koleje. Jezuité postupně vykoupili 11 domů na jižní straně Velkého náměstí, v témže roce zřídili gymnázium a v roce 1637 kapli svatého Ignáce z Loyoly. Právě probíhající třicetiletá válka (město bylo dobyto a vyplněno Švédy v roce 1639) nicméně oddálila stavbu samotné koleje, jejíž základní kámen byl položen až v roce 1644. Následně byl vybudován kostel Nanebevzetí Panny Marie, který s kolejí sousedí, a stavba samotné koleje pak začala až v roce 1671. V roce 1677 odkázal jezuitům ve své závěti téměř celé své jmění rytíř Rudolf Ferdinand z Vinoře, na Popovicích a Rosnicích. Ani jeho odkaz však stavbu koleje výrazně neurychlil. Odklad zapříčinily mimo jiné i spory jezuitů s hradeckým magistrátem, které se týkaly například možnosti využití prostoru parkánu městského opevnění (parkány byly v majetku města a nebylo běžné v nich stavět) nebo možnosti posunout průčelí nové stavby oproti bývalé uliční čáře asi o 1 metr dopředu do prostoru náměstí. Jezuitům bylo nakonec městem umožněno parkán částečně využít a přední zeď stavby posunout do náměstí tak, aby vznikla nová uliční čára; byla jim ale odebrána některé jiná privilegia (např. právo vařit pivo). Stavba byla kvůli finančním obtížím investorů dokončena až v roce 1710, společně s kolejí byl nicméně vybudován i kněžský seminář, který vznikl rekonstrukcí měšťanského domu západně od koleje, tj. na opačné straně, než byl kostel. Jezuité se do budovy koleje začali stěhovat už v roce 1704, stěhování ale dokončili až po finalizaci stavby v roce 1710. V roce 1762 budova při vpádu Prusů do města vyhořela. Budovy koleje i semináře patřily jezuitům až do roku 1773, kdy byl řád papežem Klementem XIV. zrušen.
V roce 1773 byla budova zestátněna a objekt byl přebudován na kasárna. V 19. století v budově fungovalo gymnázium, kde mj. vyučoval Václav Kliment Klicpera a mezi studenty se řadili Josef Kajetán Tyl, Alois Jirásek nebo Karel Čapek. V roce 1914 se gymnázium přestěhovalo do budovy Borromea a v budově jezuitské koleje pak opět sídlila armáda a další organizace, a to až do roku 1992. Pak kolej připadla zpět církvi, která provedla její celkovou rekonstrukci. Při příležitosti návštěvy papeže Jana Pavla II. roku 1997 byla kolej znovu vysvěcena a získala název Nové Adalbertinum. V roce 2003 byla v upomínku na papežskou návštěva umístěna na 2. nádvoří koleje bronzová socha Jana Pavla II. od sochaře Josefa Adamce.
Budova je v majetku královéhradeckého biskupství a část prostor je jím i využívána, např. jako pracovny, knihovna apod. Část budovy nicméně slouží komerčním účelům – jako kongresové centrum, penzion a restaurace. Tyto aktivity byly až do roku 2009 provozovány pastoračním střediskem biskupství, pak ale biskupství uzavřelo smlouvu na jejich provoz s externím dodavatelem.

### Program záchrany architektonického dědictví
V rámci Programu záchrany architektonického dědictví bylo v letech 1995-2014 na opravu památky čerpáno 5 150 000 Kč.
| rok    | 1995  | 1996  | 1997  |
| ------ | ----- | ----- | ----- |
| částka | 1 900 | 1 900 | 1 350 |

## Architektura

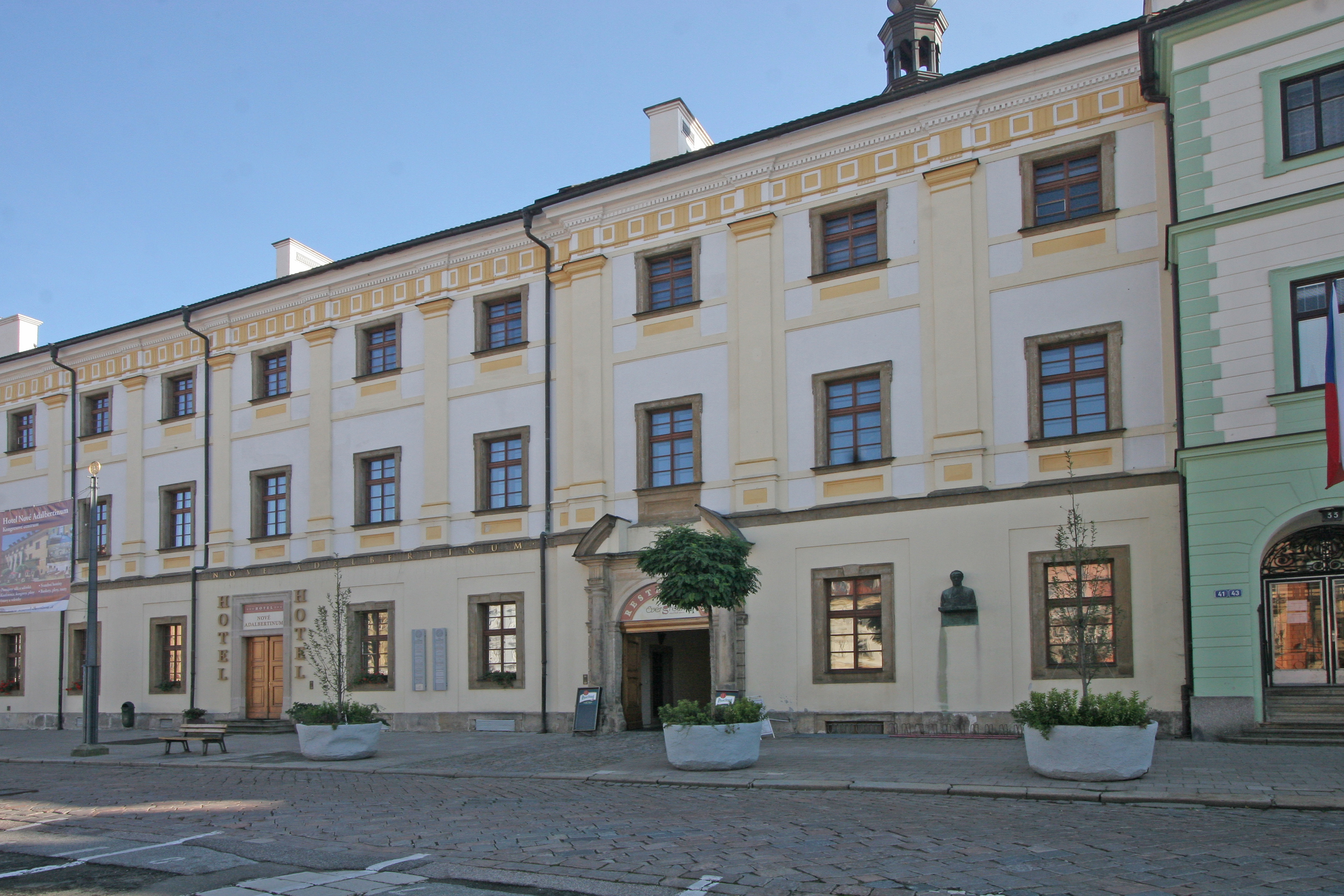
Tři nejzápadnější osy s rizalitem, portálem a věžičkou

Stavba podle projektu architekta Pavla Ignáce Bayera je vrcholně barokní. Budova je dvoupatrová (s výjimkou jediného křídla na jihovýchodní straně, které je pouze jednopatrové), se sedlovou střechou, a obsahuje dva vnitřní dvory. Hlavní průčelí, obrácené do Velkého náměstí, je sedmnáctiosé. Bývalý hlavní portál, který vedl do příčného křídla mezi oběma dvory, zanikl. Zanikl také barokní štít nad třemi nejzápadnějšími osami hlavního průčelí. Dnes tato část fasády pouze vystupuje jako mělký rizalit, v tomto prostoru je také nyní umístěn hlavní vstup s pískovcovým edikulovým portálem s roztrženým frontonem a namísto štítu je na vrcholu sedlové střechy drobná věžička. Fasáda je v patrech členěná toskánskými pilastry a triglyfy a metopami pod hlavní římsou, okna mají kamenné ostění. Jižní fasáda, směřující do zahrad, je výrazně jednodušší – členěná jen vodorovnými římsami. Zajímavostí je, že všechny prostory ve všech patrech jsou klenuté. Ve sklepích se dochovaly fragmenty starší zástavby, v jižní zdi jižního křídla je pravděpodobně zachována hlavní hradba středověkého městského opevnění.
V západní části hlavního průčelí je na fasádě domu umístěna busta Bohuslava Balbína, která byla slavnostně odhalena v roce 1969.